# Çarpanak
Otok Çarpanak (tur. Çarpanak Adası) ili Ktuti ili Ktouti (arm. Կտուց կղզի), mali je otok u jezeru Van u Turskoj. 
Trenutno je nenaseljen, ali nekada je imao mali armenski samostan Ktuts čije se ruševine još uvijek mogu vidjeti.

## Vanjske poveznice
- Ktutsov Anapat  Arhivirana inačica izvorne stranice od 15. siječnja 2016. (Wayback Machine) (slike i informacije u Rensselaer Digital Collections)
- Armenski samostan na otoku Ktuts (Charpanak), jezero Van
- Armenski samostan na otoku Ktuts (Charpanak), jezero Van